# Achleiten (zámek)
Zámek Achleiten leží v obci Strengberg v okrese Amstetten v Dolních Rakousích.

## Historie
Před rokem 1011 bavorský benediktinský klášter Tegernsee vlastnil pozemky v okolí Strengbergu. Směnou s německým králem Jindřichem II. klášter zvětšil území asi o 60 královských lánů. Klášter zde založil panství Achleiten. Zámek je poprvé zmiňován v pramenech z roku 1188. Soubor staveb s nákladným opevněním a věžemi byl pro blízkost Dunaje neustále ohrožován povodněmi.
Nový zámek postavený podle návrhů Heinricha Matthiäse Vischera z roku 1672 se stal sídlem panství. V následujících stoletích měnil často majitele různými převody, dědictvím, sňatky a prodeji. Mezi jinými byl v 18. století držitelem panství salcburský arcibiskup Johann Ernst hrabě Thun (1643-1709). V letech 1727 až 1734 nechal opat Gregor von Tegernsee na místě selského stavení postavit na bezpečném místě nový zámek. Benediktinům sloužil jako letní sídlo do roku 1803. V roce 1836 získal panství do vlastnictví baron von Blomberg. V roce 1861 byla zbourána kruhová věž.
Od roku 1894 se stal vlastníkem zámku rytíř Jaromír Škoda, bratr Emila Škody, zakladatele Škodových závodů. Majetek nakonec zdědil šlechtický rod baronů Weichsových.
Zámek i s parkem získala v roce 1982 do vlastnictví rodina Theurerů. Následovala nákladná stylová renovace zámeckých budov a zařízení.